# Kleßen-Görne
Kleßen-Görne település Németországban, azon belül Brandenburgban. Lakosainak száma 339 fő (2023. december 31.). Kleßen-Görne Friesack, Kotzen és Mühlenberge községekkel határos.

## Népesség
A település népességének változása:
| Lakosok száma | 362  | 352  | 352  | 353  | 339  |
|               | 2017 | 2019 | 2021 | 2022 | 2023 |